# Kako je Gru postao dobar
Kako je Gru postao dobar (eng. Despicable Me 3) je američki računalno-animirani film iz 2017. godine studija Illumination Entertainment i nastavak animiranoga hita, Kako je Gru ukrao mjesec, iz 2010., Gru na super tajnom zadatku, iz 2013. godine. Redatelji filma su Chris Renaud i Pierre Coffin, distributerska kuća je Universal Pictures. Premijera filma bila je 30. lipnja 2017. godine u SAD-u.

## Radnja
Tim ljudi koji je stvorio najveće animirane hitove Gru na supertajnom zadatku, Kako je Gru ukrao mjesec, i Malci, donosi nove avanture Grua, Lucy, njihovih preslatkih kćeri – i malaca u nastavku Kako je Gru postao dobar.
Nove avanture Grua i njegovih malaca, izazvane su pojavom Gruovog izgubljenog brata blizanca Drua, kojima je u originalnoj verziji glas posudio komičar Steve Carell. Jedan od kreatora “South Parka”, Trey Parker je u originalnoj verziji posudio glas zlikovcu Balthazaru Brattu, koji je kao dijete bio zvijezda, a sada je kao odrastao opsjednut likom koji je bio 80-ih godina. Balthazar će biti najveći Gruov neprijatelj do sada.

## Glavne uloge
- Steve Carell - Gru i Dru
- Kristen Wiig - Lucy Wilde
- Pierre Coffin - Mel, Kevin, Stuart, Bob
- Miranda Cosgrove - Margo
- Steve Coogan - Silas Ramsbottom
- Jenny Slate - Valerie Da Vinci
- Dana Gaier - Edith
- Nev Scharrel - Agnes
- Julie Andrews - Gru i Dru mom
- Andy Nyman - Clive

## Hrvatska sinkronizacija
| Ime               | Engleska inačica | Hrvatska inačica      |
| ----------------- | ---------------- | --------------------- |
| Gru               | Steve Carell     | Rene Bitorajac        |
| Dru               | Steve Carell     | Zoran Pribičević      |
| Lucy Wilde        | Kristen Wiig     | Hana Hegedušić        |
| Balthazar Bratt   | Trey Parker      | Dražen Bratulić       |
| Anja              | Nev Scharrel     | Ema Karaula           |
| Edita             | Dana Gaier       | Klara Uglešić         |
| Mara              | Miranda Cosgrove | Tena Tadić            |
| Fritz             | Steve Coogan     | Ranko Tihomirović     |
| Marlena Gru       | Julie Andrews    | Mirela Brekalo        |
| Valerija Da Vinci | Jenny Slate      | Iskra Jirsak          |
| Clive             | Andy Nyman       | Ronald Žlabur         |
| Niko              | Adrian Ciscato   | Jan Begović           |
| Silvije Jaroguzić | Steve Coogan     | Aleksandar Cvjetković |
| Malci             | Pierre Coffin    | Dušan Bućan           |

### Ostali glasovi
- Dušan Gojić
- Slavica Knežević
- Edvin Liverić
- Boris Barberić
- Sara Spinčić
- Nikola Marjanović
- Daniel Dizdar
- Martina Kapitan Bregović
- Dario Ćurić
- Petra Vukelić
- Ivan Šatalić
- Ivana Karaula

### Sinkronizacija
- Sinkronizacija: Duplicato Media d.o.o.
- Redatelj dijaloga: Tomislav Rukavina
- Prijevod i adaptacija: Davor Slamnig

## Unutarnje poveznice
- Illumination Entertainment
- Universal Pictures

## Vanjske poveznice
- Kako je Gru postao dobar u internetskoj bazi filmova IMDb-a (engl.)
- Kako je Gru postao dobar na Rotten Tomatoes (engl.)